# Marón (mitología)
En la mitología griega, Marón, Maron o Maro (en griego: Μάρων Márōn) es un héroe asociado al vino dulce y a la viticultura.

## En Homero
Es citado por Homero en la Odisea, como «vástago de Evantes y sacerdote de Apolo, dios tutelar de Ismaro». Esta Ismaro era una montaña boscosa en Tracia, en el país de los cícones, y también posiblemente el nombre de una ciudad que terminaría siendo renombrada como Maronea, en honor de Marón, en la que se le dedicaría un santuario. 
Según relata también la Odisea, Marón, agradecido a Odiseo por haberle preservado de un saqueo, le proporciona el vino con el que luego embriagaría al cíclope Polifemo, permitiéndole escapar de la cueva donde estaba encerrado.

## Relación con Dioniso
Posteriormente, en el siglo V a. C., Eurípides, en su tragedía El cíclope, presenta a Marón como hijo de Dioniso, no de Evantes, y compañero de Sileno. Otras fuentes relacionan a Marón con Enopión —esto es, con la viticultura cretense—, e identifican a Marón con Sileno.
En el siglo I a. C., el historiador helenístico Diodoro Sículo relata que Marón, como experto en el cultivo de la viña, acompañó a Osiris (es decir, traducido a términos griegos, a Dioniso) en su amplia expedición, y, cuando se hizo viejo, lo dejó encargado de la viticultura en Tracia.
Tardíamente, en el siglo IV-V d. C., Nono de Panópolis, en sus Dionisíacas, ofrece un retrato de Marón completamente asimilado al ciclo de Dioniso, especialmente en lo relativo a la expedición de este a la India. Se le hace hijo de Sileno. Se le suele presentar avejentado pero aún con fuerza para beber y cantar himnos báquicos.
En Roma, Marón, como prototipo del borracho, estaba representado en una fuente del pórtico de Pompeyo.